# Beat the Boots I
Albums de Frank Zappa
Make a Jazz Noise Here
(1991) Beat the Boots II
(1992)
Beat the Boots I est une collection de 8 disques de Frank Zappa sortie en 1991. Les enregistrements, à l'origine pirates, datent de 1967 à 1982.

## Titres
Tous les titres sont de Frank Zappa, sauf mention contraire

### As an Am
- Titre 1 enregistré le 19 mai 1981, Rockline, KLOS-FM, Los Angeles, CA
- Titres 2 et 3 enregistrés le 21 mai 1982, Sporthalle, Cologne
- Titres 4, 5 et 6 enregistrés le 31 octobre 1981, The Palladium, NYC

1. That Makes Me Mad – 51 s
2. Young & Monde – 11 min 24 s
3. Sharleena – 9 min 09 s
4. Black Napkins – 3 min 58 s
5. Black Page #2 – 7 min 12 s
6. The Torture Never Stops – 11 min 03 s

Musiciens
- FZ — lead guitar/vocal
- Ray White — guitar/vocal
- Steve Vai — stunt guitar
- Tommy Mars — keyboards/vocal
- Bobby Martin — keyboards/sax/vocals
- Ed Mann — percussion
- Scott Thunes — bass
- Chad Wackerman — drums

### The Ark
- Enregistré le 8 juillet 1969, The Ark Boston
- Ingénieur : Steve Waldman

1. Intro – 56 s
2. Big Leg Emma – 3 min 42 s
3. Some Ballet Music – 7 min 16 s
4. Status Back Baby – 5 min 48 s
5. Valarie – (Clarence Lewis, Bobby Robinson) – 3 min 30 s
6. My Guitar – 6 min 46 s
7. Uncle Meat / King Kong (Medley) – 23 min 49 s

Musiciens
- FZ — lead guitar, vocals
- Roy Estrada — bass, vocals
- Don Preston — keyboards
- Buzz Gardner — trumpet
- Ian Underwood — woodwinds, keyboards
- Bunk Gardner — woodwinds
- Motorhead Sherwood — baritone sax
- Jimmy Carl Black — drums, vocals
- Arthur Dyer Tripp III — drums, percussion

### Freaks & Mother*#@%!
- Enregistré le 13 novembre 1970, Fillmore East NYC

1. Happy Together – (Gary Bonner, Alan Gordon) 1 min 25 s
2. Wino Man-with Dr. John Routine (Zappa, Jeff Simmons) – 7 min 44 s
3. Concentration Moon – 1 min 18 s
4. Pallidan Routine – 1 min 14 s
5. Call Any Vegetable – 8 min 56 s
6. Little House I Used to Live In – 4 min 26 s
7. Mudshark Variations – 1 min 10 s
8. Holiday in Berlin – 3 min 33 s
9. Sleeping in a Jar – 7 min 23 s
10. Cruising for Burgers – 2 min 52 s

Musiciens
- FZ — guitar, vocals
- Mark Volman — vocals
- Howard Kaylan — vocals
- Jeff Simmons — bass, vocals
- George Duke — keyboards, trombone
- Ian Underwood — keyboards
- Aynsley Dunbar — drums

### Unmitigated Audacity
- Enregistré le 12 mai 1974, Université Notre-Dame, South Bend Indiana

1. Dupree's Paradise/It Can't Happen Here – 3 min 12 s
2. Hungry Freaks, Daddy – 2 min 46 s
3. You're Probably Wondering Why I'm Here – 2 min 44 s
4. How Could I Be Such a Fool? – 3 min 42 s
5. Ain't Got No Heart – 2 min 20 s
6. I'm Not Satisfied – 2 min 18 s
7. Wowie Zowie – 3 min 18 s
8. Let's Make the Water Turn Black – 2 min 23 s
9. Harry, You're a Beast – 53 s
10. Oh No – 8 min 14 s
11. More Trouble Every Day – 7 min 53 s
12. Louie Louie – 1 min 55 s
13. Camarillo Brillo – 5 min 07 s

Musiciens
- FZ — lead guitar/vocals
- Jeff Simmons — guitar/vocals
- Napoleon Murphy Brock — sax/vocals
- George Duke — keyboards/vocals
- Don Preston — keyboards/synthesizer
- Walt Fowler — trumpet
- Bruce Fowler — trombone
- Tom Fowler — bass
- Chester Thompson — drums
- Ralph Humphrey — drums

### Any Way the Wind Blows
- Enregistré le 24 février 1979 au nouvel Hippodrome de Paris

#### Disque 1
1. Watermelon in Easter Hay – 4 min 27 s
2. Dead Girls of London – 2 min 38 s
3. I Ain't Got No Heart – 2 min 11 s
4. Brown Shoes Don't Make It – 7 min 29 s
5. Cosmic Debris – 4 min 11 s
6. Tryin' to Grow a Chin – 3 min 34 s
7. City of Tiny Lights – 9 min 25 s
8. Dancin' Fool – 3 min 31 s
9. Easy Meat – 6 min 40 s

#### Disque 2
1. Jumbo Go Away - 3 min 44 s
2. Andy - 5 min 21 s
3. Inca Roads - 5 min 42 s
4. Florentine Pogen - 5 min 26 s
5. Honey, Don't You Want A Man Like Me? - 4 min 33 s
6. Keep It Greasey - 3 min 31 s
7. The Meek Shall Inherit Nothing - 3 min 24 s
8. Another Cheap Aroma - 2 min 38 s
9. Wet T-Shirt Night - 2 min 29 s
10. Why Does It Hurt When I Pee? - 2 min 38 s
11. Peaches En Regalia - 3 min 40 s

Musiciens
- Frank Zappa — lead guitar/vocal
- Ike Willis — guitar/vocals
- Denny Walley — slide guitar/vocals
- Warren Cuccurullo — guitar
- Tommy Mars keyboards — vocals
- Peter Wolf — keyboards
- Ed Mann — percussion
- Arthur Barrow — bass
- Vinnie Colaiuta — drums

### 'Tis the Season to Be Jelly
- Enregistré à la maison des concerts de Stockholm (Suède) le 30 septembre 1967

1. You Didn't Try to Call Me – 3 min 12 s
2. Petrushka – 52 s
3. Bristol Stomp – 45 s
4. Baby Love – 47 s
5. Big Leg Emma – 2 min 09 s
6. No Matter What You Do (Tchaikovsky's 6th) – 2 min 41 s
7. Blue Suede Shoes – 53 s
8. Hound Dog – 14 s
9. Gee – 1 min 52 s
10. King Kong – 14 min 18 s
11. It Can't Happen Here – 9 min 18 s

Musiciens
- Frank Zappa — guitar/vocals
- Ray Collins — tambourine/vocals
- Roy Estrada — bass/vocals
- Don Preston — piano
- Ian Underwood — alto sax
- Bunk Gardner — tenor sax
- Motorhead Sherwood — baritone sax
- Jimmy Carl Black — drums
- Billy Mundi — drums

### Saarbrücken 1978
- Enregistré le 3 septembre 1978, Ludwigparkstadion, Saarbrücken

1. Dancin' Fool – 3 min 42 s
2. Easy Meat – 5 min 05 s
3. Honey, Don't You Want a Man Like Me? – 4 min 15 s
4. Keep It Greasy – 3 min 31 s
5. Village of the Sun – 6 min 20 s
6. The Meek Shall Inherit Nothing – 3 min 45 s
7. City of Tiny Lights – 6 min 43 s
8. Pound for a Brown – 6 min 36 s
9. Bobby Brown – 2 min 56 s
10. Conehead – 3 min 33 s
11. Flakes – 5 min 01 s
12. Magic Fingers – 2 min 30 s
13. Don't Eat the Yellow Snow – 3 min 52 s
14. Nanook Rubs It – 1 min 47 s
15. St. Alfonzo's Pancake Breakfast – 6 min 42 s
  - comprising:
    - Father O'Blivion
    - Rollo
16. Bamboozled by Love – 6 min 45 s

Musiciens
- Frank Zappa — lead guitar/vocal
- Ike Willis — guitar/vocals
- Denny Walley — slide guitar/vocals
- Tommy Mars — keyboards/vocals
- Peter Wolf — keyboards
- Ed Mann — percussion
- Arthur Barrow — bass
- Vinnie Colaiuta — drums

### Piquantique
- Enregistré le 21 août 1973, Solliden, Skansen, Stockholm
- T'Mershi Duween enregistré les 8 et 10 décembre 1973, The Roxy, Los Angeles, CA

1. Kung Fu – 2 min 12 s
2. Redunzl – 4 min 26 s
3. Dupree's Paradise – 11 min 25 s
4. T'Mershi Duween – 1 min 55 s
5. Farther O'Blivion – 20 min 41 s

Musiciens
- Frank Zappa — guitar, vocals
- Jean-Luc Ponty — violin
- George Duke — keyboards
- Ian Underwood — woodwinds, synthesizer
- Ruth Underwood — percussion
- Bruce Fowler — trombone
- Tom Fowler — bass
- Ralph Humphrey — drums

- Frank Zappa — lead guitar, lead vocals
- Napoleon Murphy Brock — tenor sax, vocals
- George Duke — keyboards, vocals
- Bruce Fowler — trombone
- Ruth Underwood — percussion
- Tom Fowler — bass
- Ralph Humphrey — drums
- Chester Thompson — drums